# Normandy Victory Museum
 (juillet 2024).
Le Normandy Victory Museum est un musée privé situé à Catz, commune déléguée de Carentan-les-Marais, dans le département de la Manche, en Normandie. Le musée est consacré notamment à la bataille des Haies, survenue après le Débarquement dans le bocage normand en 1944, durant la Seconde Guerre mondiale.

## Histoire

### Le projet
Le Normandy Victory Museum a été créé à l’initiative de trois hommes : Christophe Beaussire, Patrick Fissot, et Nicolas Bellée. Tous trois sont des « locaux » et sont passionnés par la Seconde Guerre mondiale. Le musée a ouvert ses portes au public le 19 mai 2017. L’inauguration a lieu le 1er juin 2017 en présence du Général Poppas, commandant de la 101e division aéroportée.

### L'A10 Airfield

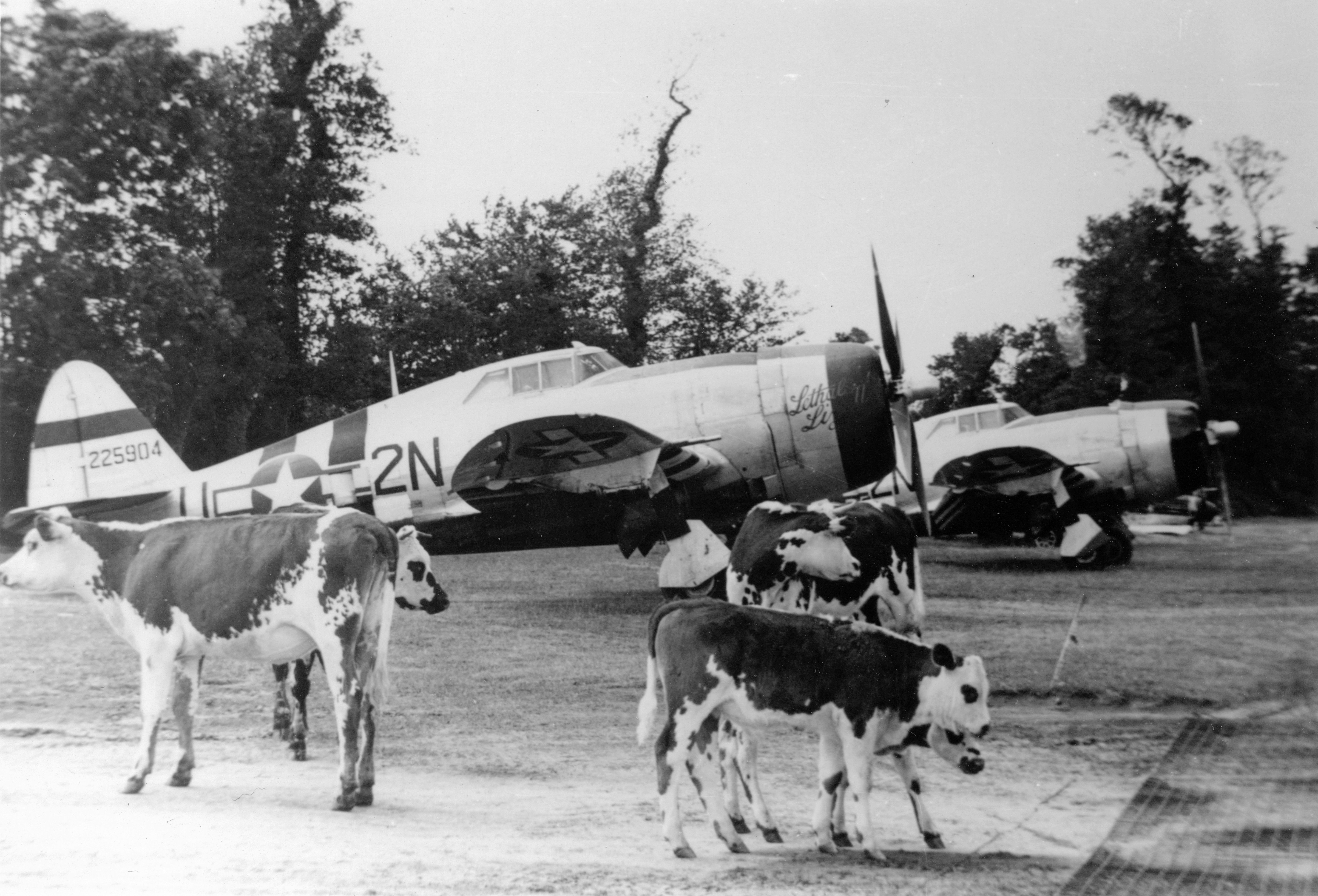

Le Normandy Victory Museum est installé sur l’ancien site de l’aérodrome A10 Airfield, installé par le 826th Engineer Aviation Batalion (Bataillon du Génie de l’Air) de l’armée américaine, dépendant de la 9th Air Force, à partir du 14 juin 1944. Long de 1524 mètres et large de 36 mètres, il sera opérationnel du 26 juin au 4 novembre 1944, date à laquelle les terres seront rendues aux agriculteurs auprès de qui elles avaient été réquisitionnées.
L’aérodrome A10 Airfield était utilisé principalement par le 50th Fighter Group (en), composé des 10th, 81st et 313rd Fighter Squadron ; et par le 367th Fighter Group (en), composé du 392nd Fighter Squadron. Les premiers volaient à bord des Republic P-47 Thunderbolt, des chasseurs-bombardiers. Les autres dans des Lockheed P-38 Lightning, avions de chasse utilisés pour les escortes longue distance de bombardiers, les attaques au sol ou encore pour la photographie aérienne.
L’A10 Airfield se trouvait à un emplacement stratégique, sur le secteur de Carentan, zone de jonction entre les deux plages du secteur américain, Omaha Beach et Utah Beach.
Aujourd’hui, une stèle est installée sur le site de l’ancien aérodrome, pour rendre hommage aux hommes qui se sont battus à cet endroit.

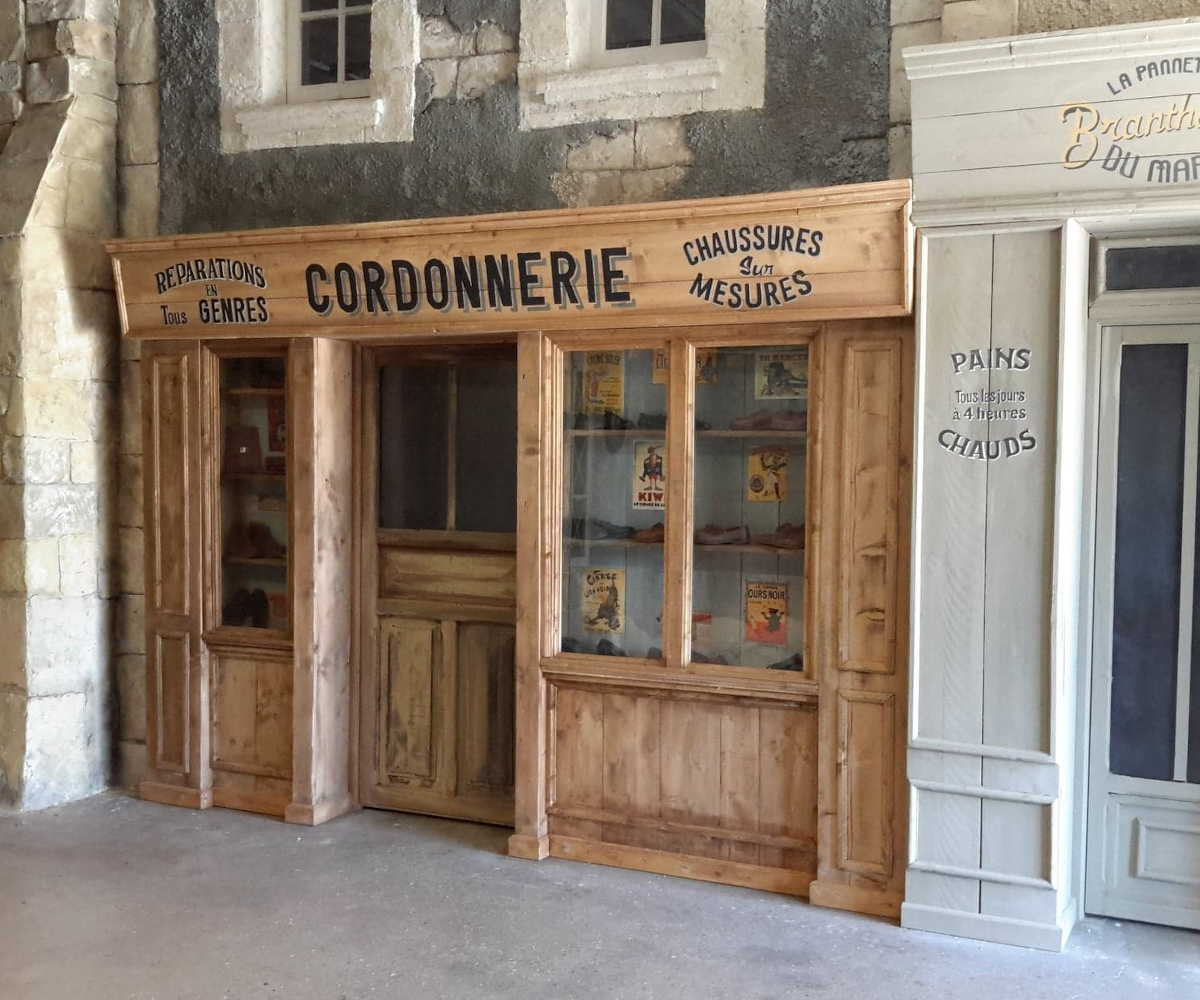
Reproduction d'une façade de boutique ancienne dans l'entrée du Normandy Victory Museum

## Scénographie
La zone d’exposition du Normandy Victory Museum s’étend sur une surface de près de 2000 m² et comprend plus de 15 000 objets de collection authentiques. Le musée propose des scènes immersives et sonores, plaçant le visiteur dans le rôle d'un soldat de l'époque grâce à la réalité virtuelle. Il présente aussi des films d’archives et des témoignages. Le musée n'expose pas seulement des objets liés au Débarquement de Normandie mais aussi d'autres en relation avec d'autres aspects de l'histoire de la Seconde Guerre mondiale, comme des tenues de déporté-résistant. Le caractère « immersif » de la scénographie est l'objet de critiques qui évoquent plutôt un parc d'attractions.
Sur une surface de 2000m2, le Normandy Victory Museum propose un parcours au milieu d'une trentaine de mises en scène et de 15000 objets de collection authentiques. Le visiteur est invité à une déambulation au milieu de scènes aux détails très soignés dont certaines sont sonorisées. Elles sont disposées de manière chronologiques et partant de la déclaration de guerre à la reconstruction après la bataille de Normandie. 
Une exposition thématique est entièrement réservée au rôle souvent mal connu, des femmes pendant la Seconde Guerre mondiale
Chaque année, le Normandy Victory Museum rend hommage à ceux qui se sont battus, soldats comme civils à travers deux grands événements commémoratifs : l'anniversaire du DDAY et la fin de la bataille des haies avec le festival Cobra 44

## Les abords du musée
En extérieur le visiteur peut également admirer[non neutre] plusieurs pièces de collection comme un véritable Pont Bailey et divers véhicules et matériels d'époque. 

## Galerie

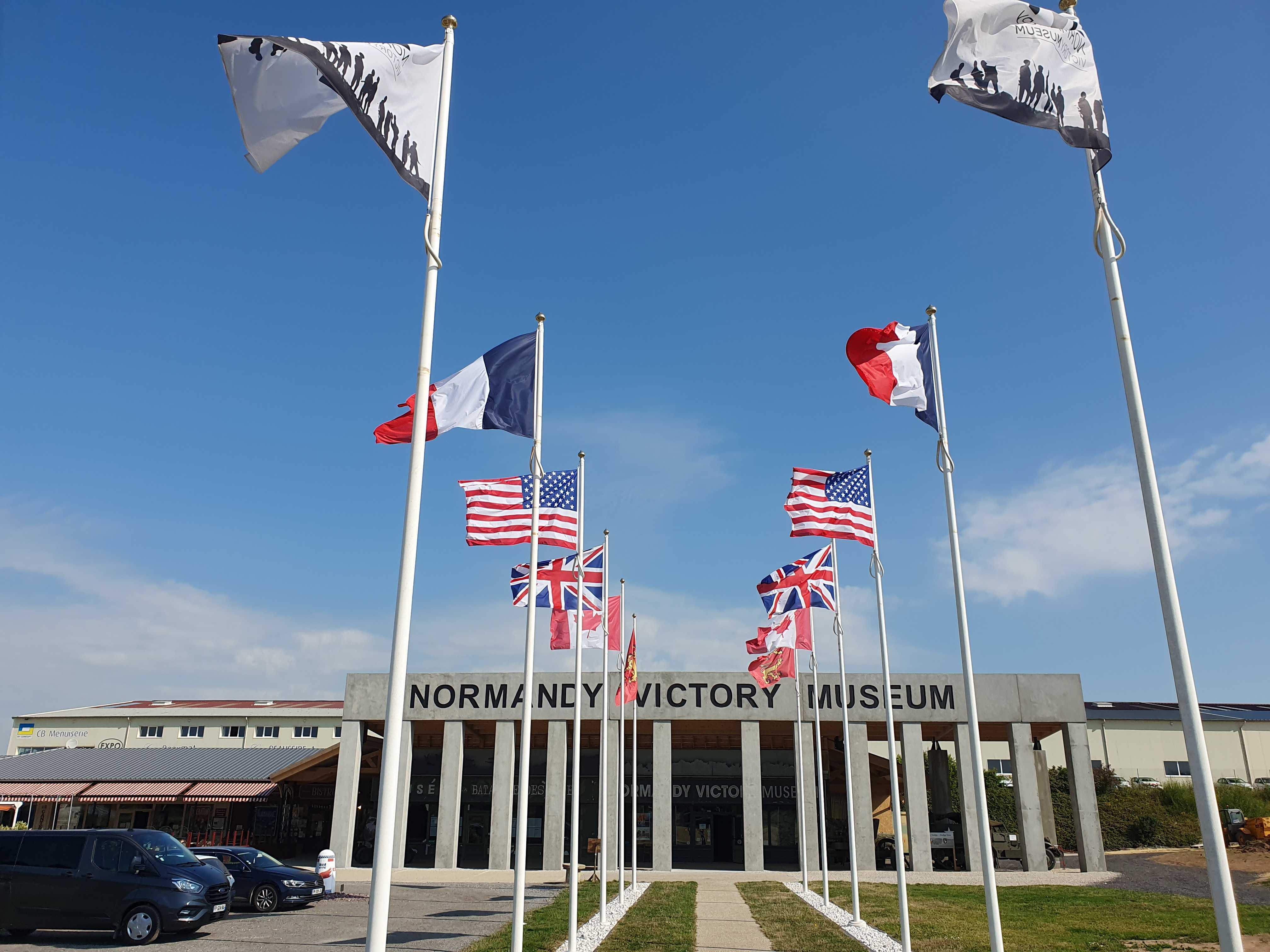
Normandy Victory Museum 2024
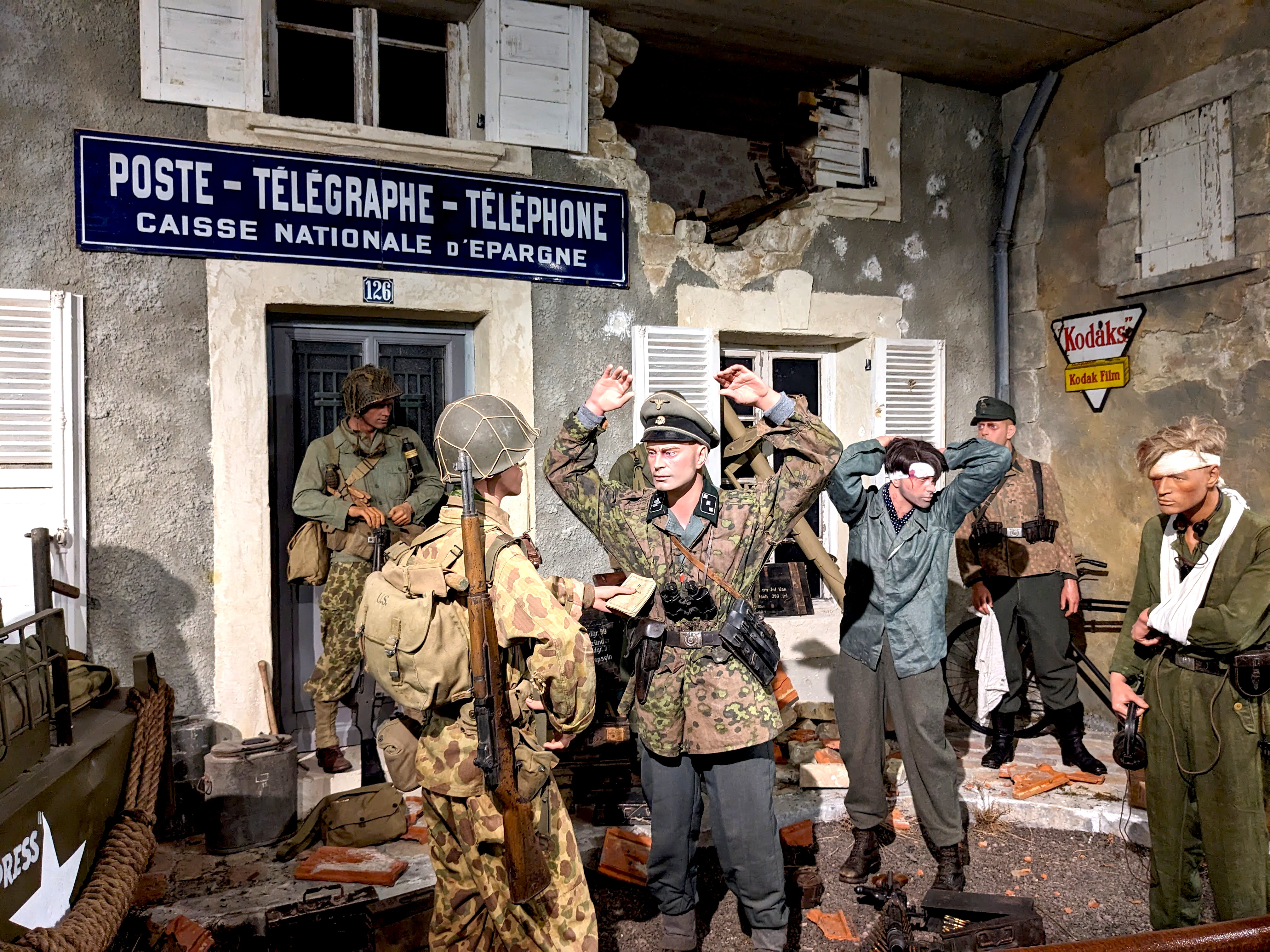
Scène du Normandy Victory Museum
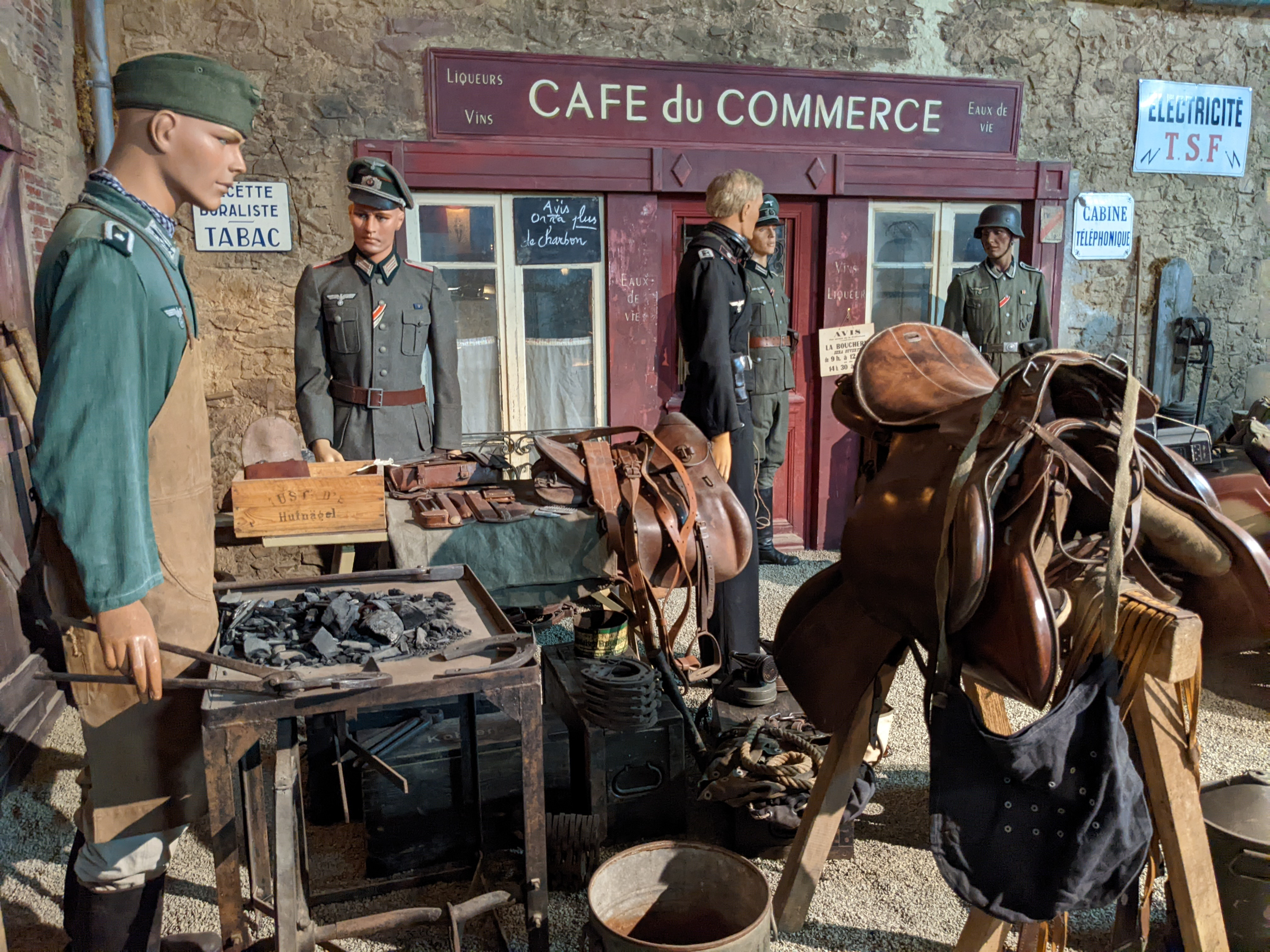
Scène du Normandy Victory Museum
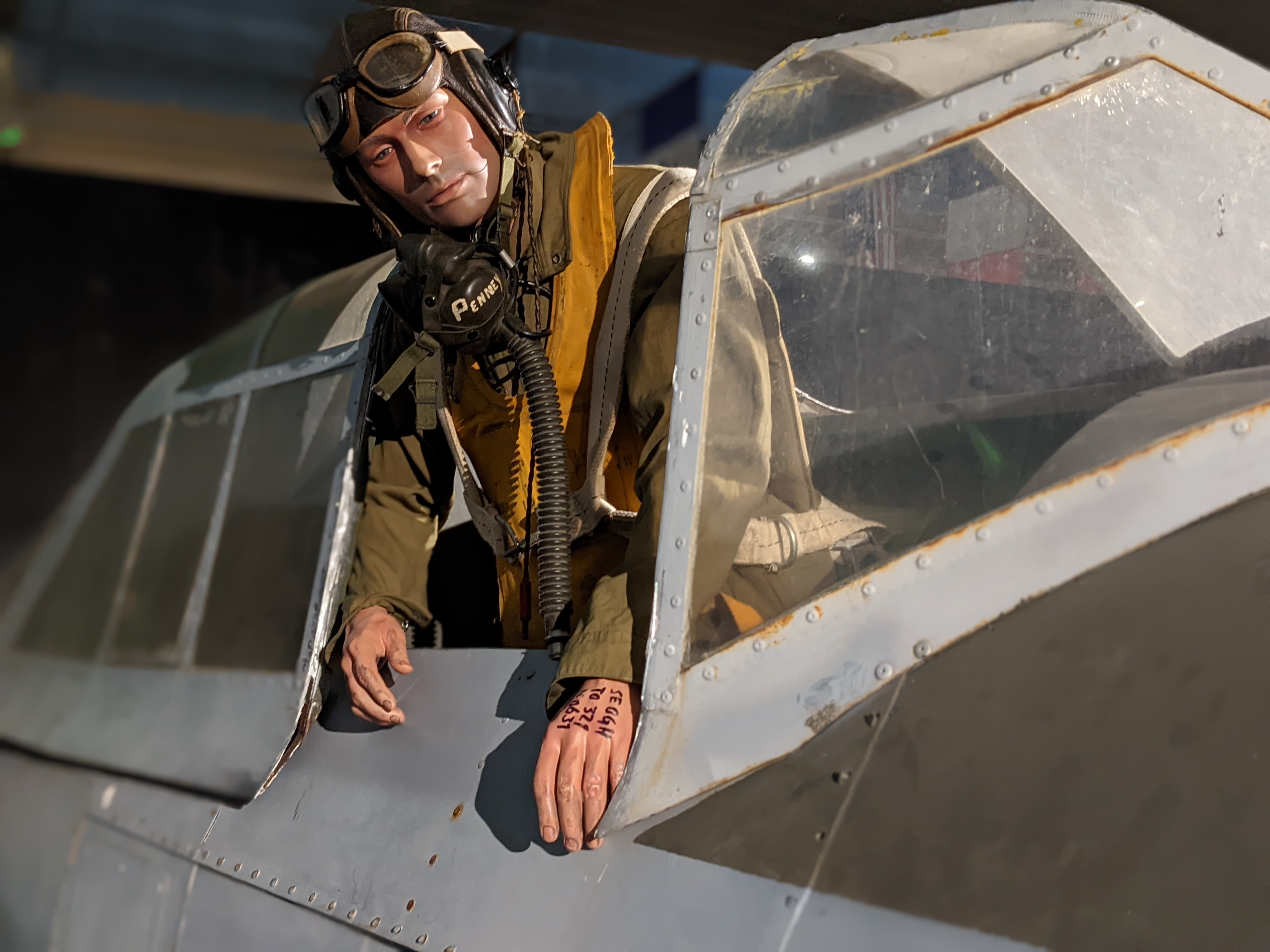
Pilote d'un P47 dans le musée
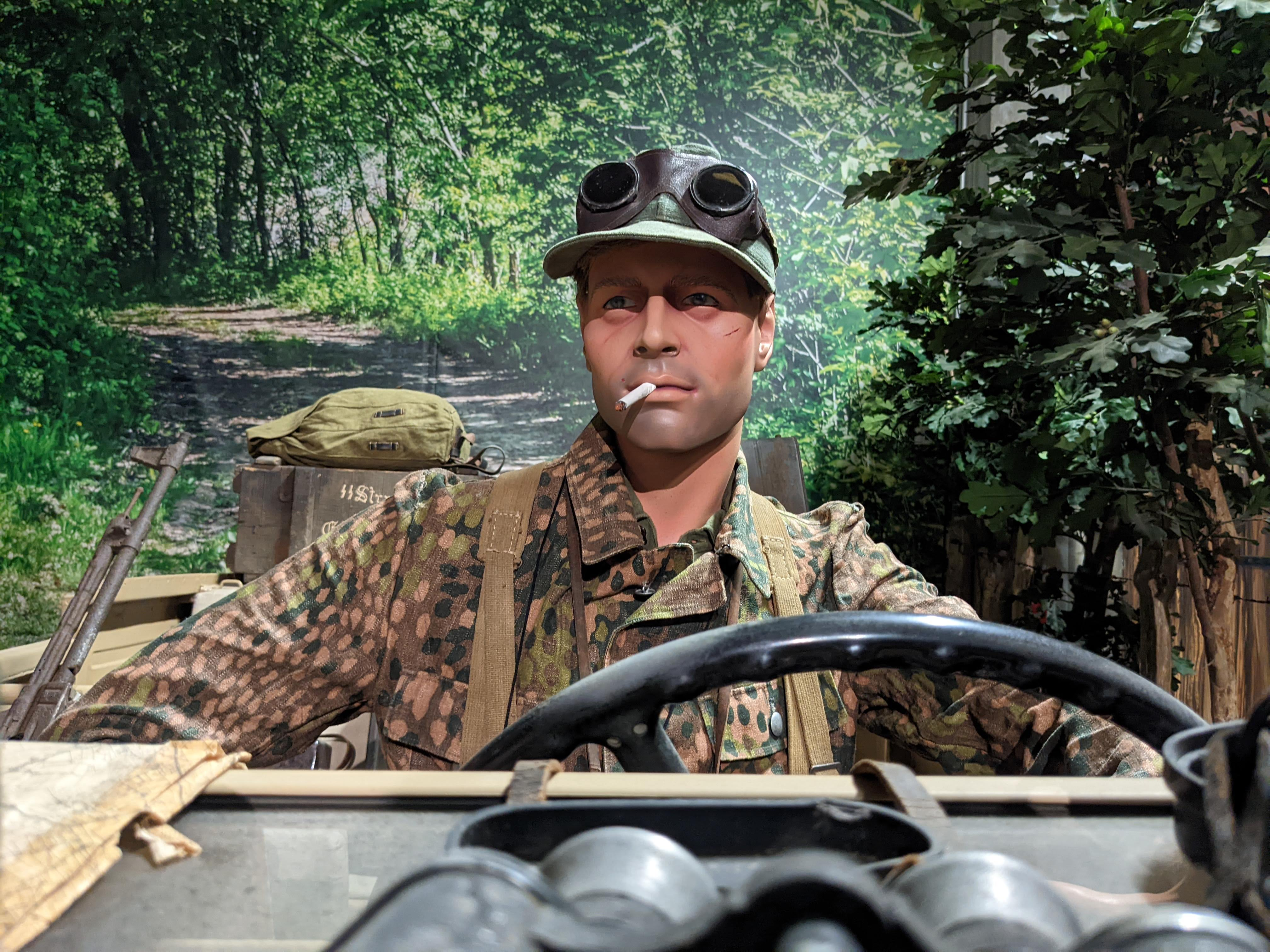
Soldat allemand dans le musée
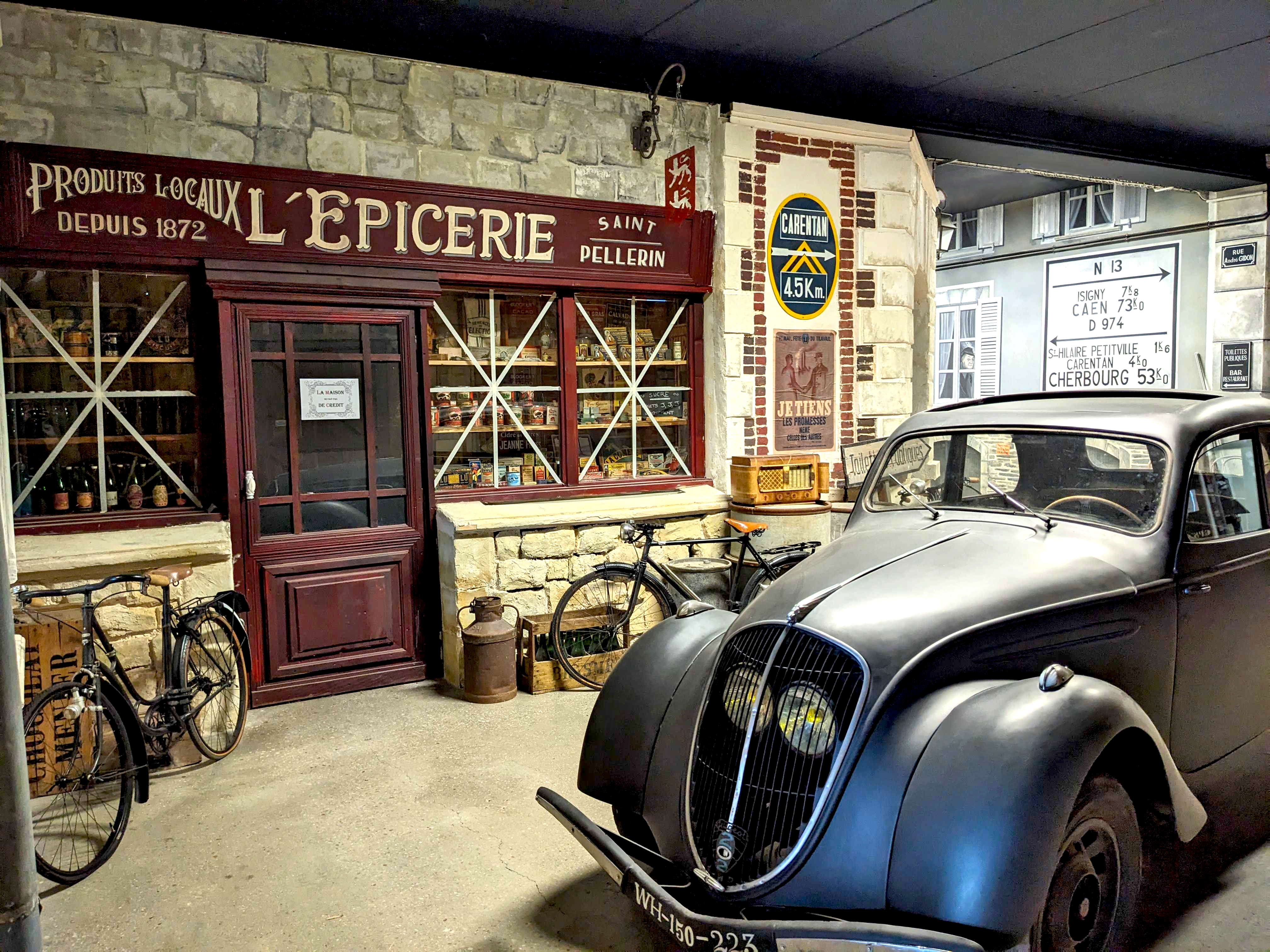
Reproduction d'une épicerie dans le hall d'accueil
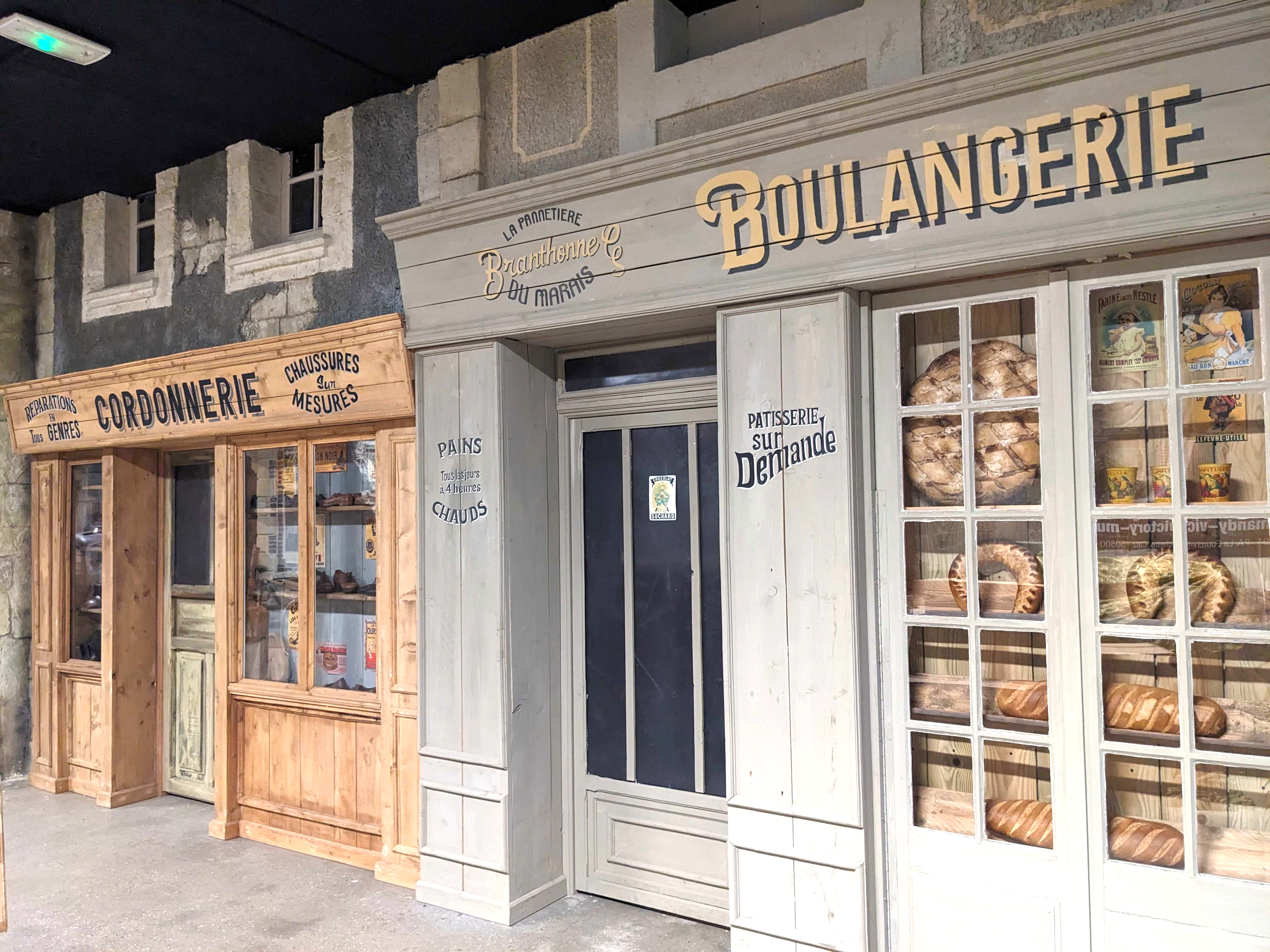
Reproduction d'une rue dans le hall d'accueil